# 佐藤雅美
佐藤 雅美（さとう まさよし、1941年1月14日 - 2019年7月29日）は、日本の作家。兵庫県生まれ。早稲田大学法学部卒。直木賞受賞時を含め、1998年途中まで筆名の読みを「さとうまさみ」としていた。

## 略歴
大学卒業後、企業に就職するも新人研修が馬鹿馬鹿しくなって3日で退職。1968年、『ヤングレディ』にフリーライターとして採用されるが女性週刊誌に馴染み難く3ヶ月で退社。『週刊ポスト』創刊に記者として参画。その後『週刊サンケイ』記者、フリーライターを経て、小説家となる。処女作『大君の通貨』で1985年に第4回新田次郎文学賞、『恵比寿屋喜兵衛手控え』で1994年に第110回直木賞。
2019年7月29日死去。78歳没。

## 作風
緻密な時代考証による社会制度や風俗を正確に描写し、とくに江戸時代の町奉行や岡っ引きなどの司法・警察制度のほか医学、医療、学問に詳しく、これらの題材を種々おりまぜた多彩な作品を発表している。
デビュー初期には、歴史的な題材を経済面から考証した歴史経済分野の作品を発表していた。この時期の代表作は第4回新田次郎文学賞を受賞した『大君の通貨』。

## 著書

### 発表順小説リスト
| #  | 題名                                              | 出版社           | 出版年 | 文庫                | 文庫年    | 備考                                                                          |
| -- | ------------------------------------------------- | ---------------- | ------ | ------------------- | --------- | ----------------------------------------------------------------------------- |
| 1  | 大君の通貨―幕末「円ドル」戦争                     | 講談社           | 1984   | 文春文庫            | 2003      | 第4回新田次郎文学賞受賞                                                       |
| 2  | 薩摩藩経済官僚 回天資金を作った幕末テクノクラート | 講談社           | 1986   | 講談社文庫 人物文庫 | 1989 2001 | 改題「調所笑左衛門」                                                          |
| 3  | 幕末住友役員会 生き残りに賭けた二人の企業戦略     | 講談社           | 1987   | 講談社文庫 人物文庫 | 1990 2003 | 改題「幕末「住友」参謀―広瀬宰平の経営戦略」 改題「幕末「住友」参謀 広瀬宰平」 |
| 4  | 主殿の税 田沼意次の経済改革                       | 講談社           | 1988   | 講談社文庫 人物文庫 | 1991 2003 |                                                                               |
| 5  | 江戸の税と通貨 徳川幕府を支えた経済官僚           | 太陽企画出版     | 1989   | 徳間文庫            | 1994      | 改題「江戸の経済官僚」                                                        |
| 6  | 影帳―半次捕物控                                   | 講談社           | 1992   | 講談社文庫          | 1991      | 半次捕物控シリーズ01                                                          |
| 7  | 恵比寿屋喜兵衛手控え                              | 講談社           | 1993   | 講談社文庫          | 1996      | 第110回直木賞受賞作                                                           |
| 8  | 物書同心居眠り紋蔵                                | 講談社           | 1994   | 講談社文庫          | 1997      | 物書同心居眠り紋蔵シリーズ01                                                  |
| 9  | 開国―愚直の宰相堀田正睦                           | 講談社           | 1995   | 講談社文庫          | 1997      |                                                                               |
| 10 | 泥棒稼業                                          | 角川書店         | 1996   |                     |           |                                                                               |
| 11 | 八州廻り桑山十兵衛                                | 文藝春秋         | 1996   | 文春文庫            | 1999      | 八州廻り桑山十兵衛シリーズ01                                                  |
| 12 | 手跡指南 神山慎吾                                 | 講談社           | 1996   | 講談社文庫          | 1999      |                                                                               |
| 13 | 無法者(アウトロー)                                |                  |        | 講談社文庫          | 1996      | 文庫書き下ろし 飯岡助五郎を描く                                               |
| 14 | 隼小僧異聞                                        | 講談社           | 1997   | 講談社文庫          | 1999      | 物書同心居眠り紋蔵シリーズ02                                                  |
| 15 | 立身出世―官僚川路聖謨の生涯                       | 文藝春秋         | 1997   | 文春文庫            | 2000      | 改題「官僚川路聖謨の生涯」                                                    |
| 16 | 楼岸夢一定―蜂須賀小六                             | 実業之日本社     | 1998   | 講談社文庫          | 2001      |                                                                               |
| 17 | 密約                                              | 講談社           | 1998   | 講談社文庫          | 2001      | 物書同心居眠り紋蔵シリーズ03                                                  |
| 18 | 幽斎玄旨                                          | 岩波書店         | 1998   | 文春文庫            | 2001      |                                                                               |
| 19 | 揚羽の蝶                                          | 講談社           | 1998   | 講談社文庫          | 2001      | 半次捕物控シリーズ02 上下巻                                                   |
| 20 | 殺された道案内                                    | 文藝春秋         | 1998   | 文春文庫            | 2001      | 八州廻り桑山十兵衛シリーズ02                                                  |
| 21 | お尋者                                            | 講談社           | 1999   | 講談社文庫          | 2002      | 物書同心居眠り紋蔵シリーズ04                                                  |
| 22 | 縮尻鏡三郎                                        | 日本放送出版協会 | 1999   | 文春文庫            | 2002      | 縮尻鏡三郎シリーズ01 上下巻                                                   |
| 23 | 歴史に学ぶ「執念」の財政改革                      |                  |        | 集英社文庫          | 1999      |                                                                               |
| 24 | 啓順凶状旅                                        | 幻冬舎           | 2000   | 講談社文庫          | 2003      | 啓順シリーズ01                                                                |
| 25 | 百助嘘八百物語                                    | 講談社           | 2000   | 講談社文庫          | 2004      |                                                                               |
| 26 | 老博奕打ち                                        | 講談社           | 2000   | 講談社文庫          | 2004      | 物書同心居眠り紋蔵シリーズ05                                                  |
| 27 | 槍持ち佐五平の首                                  | 実業之日本社     | 2001   | 文春文庫            | 2004      |                                                                               |
| 28 | 劇盗二代目日本左衛門                              | 文藝春秋         | 2001   | 文春文庫            | 2003      | 八州廻り桑山十兵衛シリーズ03                                                  |
| 29 | 四両二分の女                                      | 講談社           | 2001   | 講談社文庫          | 2005      | 物書同心居眠り紋蔵シリーズ06                                                  |
| 30 | 命みょうが                                        | 講談社           | 2002   | 講談社文庫          | 2005      | 半次捕物控シリーズ03                                                          |
| 31 | 江戸繁昌記―寺門静軒無聊伝                         | 実業之日本社     | 2002   | 講談社文庫          | 2007      |                                                                               |
| 32 | 疑惑                                              | 講談社           | 2003   | 講談社文庫          | 2006      | 半次捕物控シリーズ04                                                          |
| 33 | 信長                                              | 日本放送出版協会 | 2003   | 文春文庫            | 2006      | 上下巻                                                                        |
| 34 | 吾、器に過ぎたるか                                | 講談社           | 2003   | 講談社文庫          | 2006      | 改題「お白洲無情」                                                            |
| 35 | 江戸からの恋飛脚                                  | 文藝春秋         | 2003   | 文春文庫            | 2006      | 八州廻り桑山十兵衛シリーズ04                                                  |
| 36 | 啓順地獄旅                                        | 講談社           | 2003   | 講談社文庫          | 2006      | 啓順シリーズ02                                                                |
| 37 | 首を斬られにきたの御番所                          | 文藝春秋         | 2004   | 文春文庫            | 2007      | 縮尻鏡三郎シリーズ02                                                          |
| 38 | 啓順純情旅                                        | 講談社           | 2004   | 講談社文庫          | 2007      | 啓順シリーズ03 シリーズ最終巻                                                 |
| 39 | 白い息                                            | 講談社           | 2005   | 講談社文庫          | 2008      | 物書同心居眠り紋蔵シリーズ07                                                  |
| 40 | 花輪茂十郎の特技                                  | 文藝春秋         | 2005   | 文春文庫            | 2008      | 八州廻り桑山十兵衛シリーズ05                                                  |
| 41 | 浜町河岸の生き神様                                | 文藝春秋         | 2005   | 文春文庫            | 2007      | 縮尻鏡三郎シリーズ03                                                          |
| 42 | 青雲遙かに―大内俊助の生涯                         | 講談社           | 2006   | 講談社文庫          | 2009      |                                                                               |
| 43 | 泣く子と小三郎                                    | 講談社           | 2006   | 講談社文庫          | 2009      | 半次捕物控シリーズ05                                                          |
| 44 | 町医北村宗哲                                      | 角川書店         | 2006   | 角川文庫            | 2008      | 町医北村宗哲シリーズ01                                                        |
| 45 | 六地蔵河原の決闘                                  | 文藝春秋         | 2006   | 文春文庫            | 2009      | 八州廻り桑山十兵衛シリーズ06                                                  |
| 46 | 向井帯刀の発心                                    | 講談社           | 2007   | 講談社文庫          | 2008      | 物書同心居眠り紋蔵シリーズ08                                                  |
| 47 | 覚悟の人―小栗上野介忠順伝                         | 岩波書店         | 2007   | 角川文庫            | 2009      |                                                                               |
| 48 | 捨てる神より拾う鬼                                | 文藝春秋         | 2007   | 文春文庫            | 2010      | 縮尻鏡三郎シリーズ04                                                          |
| 49 | 髻塚不首尾一件始末                                | 講談社           | 2007   | 講談社文庫          | 2010      | 半次捕物控シリーズ06                                                          |
| 50 | 十五万両の代償 十一代将軍家斉の生涯               | 講談社           | 2007   | 講談社文庫          | 2010      |                                                                               |
| 51 | やる気のない刺客―町医北村宗哲                     | 角川書店         | 2008   | 角川文庫            | 2010      | 町医北村宗哲シリーズ02                                                        |
| 52 | 当たるも八卦の墨色占い                            | 文藝春秋         | 2008   | 文春文庫            | 2011      | 縮尻鏡三郎シリーズ05                                                          |
| 53 | 一心斎不覚の筆禍                                  | 講談社           | 2008   | 講談社文庫          | 2011      | 物書同心居眠り紋蔵シリーズ09                                                  |
| 54 | 将軍たちの金庫番哲                                |                  |        | 新潮文庫            | 2008      |                                                                               |
| 55 | 天才絵師と幻の生首                                | 講談社           | 2008   | 講談社文庫          | 2011      | 半次捕物控シリーズ07                                                          |
| 56 | 千世と与一郎の関ヶ原                              | 講談社           | 2009   | 講談社文庫          | 2012      |                                                                               |
| 57 | 戦国女人抄おんなのみち                            | 実業之日本社     | 2009   | 実業之日本社文庫    | 2011      |                                                                               |
| 58 | たどりそこねた芭蕉の足跡                          | 文藝春秋         | 2009   | 文春文庫            | 2012      | 八州廻り桑山十兵衛シリーズ07                                                  |
| 59 | 口は禍の門―町医北村宗哲                           | 角川書店         | 2009   | 角川文庫            | 2011      | 町医北村宗哲シリーズ03                                                        |
| 60 | 魔物が棲む町                                      | 講談社           | 2010   | 講談社文庫          | 2013      | 物書同心居眠り紋蔵シリーズ10                                                  |
| 61 | 老いらくの恋                                      | 文藝春秋         | 2010   | 文春文庫            | 2012      | 縮尻鏡三郎シリーズ06                                                          |
| 62 | 御当家七代お祟り申す                              | 講談社           | 2010   | 講談社文庫          | 2013      | 半次捕物控シリーズ08                                                          |
| 63 | 男嫌いの姉と妹―町医北村宗哲                       | 角川書店         | 2010   | 角川文庫            | 2012      | 町医北村宗哲シリーズ04 シリーズ最終巻                                         |
| 64 | ちよの負けん気、実の父親                          | 講談社           | 2011   | 講談社文庫          | 2014      | 物書同心居眠り紋蔵シリーズ11                                                  |
| 65 | 私闘なり、敵討ちにあらず                          | 文藝春秋         | 2011   | 文春文庫            | 2014      | 八州廻り桑山十兵衛シリーズ08                                                  |
| 66 | 一石二鳥の敵討ち                                  | 講談社           | 2012   | 講談社文庫          | 2015      | 半次捕物控シリーズ09 シリーズ最終巻                                           |
| 67 | 夢に見た娑婆                                      | 文藝春秋         | 2012   | 文春文庫            | 2014      | 縮尻鏡三郎シリーズ07                                                          |
| 68 | へこたれない人                                    | 講談社           | 2013   | 講談社文庫          | 2016      | 物書同心居眠り紋蔵シリーズ12                                                  |
| 69 | 頼みある仲の酒宴かな                              | 文藝春秋         | 2014   | 文春文庫            | 2016      | 縮尻鏡三郎シリーズ08                                                          |
| 70 | 知の巨人 荻生徂徠伝                               | 角川書店         | 2014   | 角川文庫            | 2016      |                                                                               |
| 71 | わけあり師匠事の顛末                              | 講談社           | 2014   | 講談社文庫          | 2017      | 物書同心居眠り紋蔵シリーズ13                                                  |
| 72 | 関所破り定次郎目籠のお練り                        | 文藝春秋         | 2014   | 文春文庫            | 2017      | 八州廻り桑山十兵衛シリーズ09                                                  |
| 73 | 悪足搔きの跡始末 厄介弥三郎                       | 講談社           | 2015   | 講談社文庫          | 2018      |                                                                               |
| 74 | 御奉行の頭の火照り                                | 講談社           | 2015   | 講談社文庫          | 2019      | 物書同心居眠り紋蔵シリーズ14                                                  |
| 75 | 美女二万両強奪のからくり                          | 文藝春秋         | 2016   | 文春文庫            | 2019      | 縮尻鏡三郎シリーズ09                                                          |
| 76 | 侍の本分                                          | KADOKAWA         | 2016   | 角川文庫            | 2019      | 大久保忠教を描く                                                              |
| 77 | 敵討ちか主殺しか                                  | 講談社           | 2017   | 講談社文庫          | 2021      | 物書同心居眠り紋蔵シリーズ15                                                  |
| 78 | 怪盗桐山の藤兵衛の正体                            | 文藝春秋         | 2017   | 文春文庫            | 2020      | 八州廻り桑山十兵衛シリーズ10                                                  |

### シリーズ作品
半次捕物控シリーズ
- 影帳 講談社、1992 のち文庫
- 揚羽の蝶 講談社、1998 のち文庫
- 命みょうが 講談社、2002 のち文庫
- 疑惑 講談社、2003 のち文庫
- 泣く子と小三郎 講談社、2006 のち文庫
- 髻塚不首尾一件始末 講談社、2007 のち文庫
- 天才絵師と幻の生首 講談社、2008 のち文庫
- 御当家七代お祟り申す 講談社、2010 のち文庫
- 一石二鳥の敵討ち 講談社、2012 のち文庫 【シリーズ最終巻】

物書同心居眠り紋蔵シリーズ
- 物書同心居眠り紋蔵 講談社、1994 のち文庫
- 隼小僧異聞 講談社、1997 のち文庫
- 密約 講談社、1998 のち文庫
- お尋者 講談社、1999 のち文庫
- 老博奕打ち 講談社、2000 のち文庫
- 四両二分の女 講談社、2001 のち文庫
- 白い息 講談社、2005 のち文庫
- 向井帯刀の発心 講談社、2007 のち文庫
- 一心斎不覚の筆禍 講談社、2008 のち文庫
- 魔物が棲む町 講談社、2010 のち文庫
- ちよの負けん気、実の父親 講談社、2011 のち文庫
- へこたれない人 講談社、2013 のち文庫
- わけあり師匠事の顛末 講談社、2014 のち文庫
- 御奉行の頭の火照り 講談社、2015 のち文庫
- 敵討ちか主殺しか 講談社、2017 のち文庫

八州廻り桑山十兵衛シリーズ
- 八州廻り桑山十兵衛 文藝春秋、1996 のち文庫
- 殺された道案内 文藝春秋、1998 のち文庫
- 劇盗二代目日本左衛門 文藝春秋、2001 のち文庫
- 江戸からの恋飛脚 文藝春秋、2003 のち文庫
- 花輪茂十郎の特技 文藝春秋、2005 のち文庫
- 六地蔵河原の決闘 文藝春秋、2006 のち文庫
- たどりそこねた芭蕉の足跡 文藝春秋、2009 のち文庫
- 私闘なり、敵討ちにあらず 文藝春秋、2011 のち文庫
- 関所破り定次郎目籠のお練り 文藝春秋、2014 のち文庫
- 怪盗桐山の藤兵衛の正体 文藝春秋、2017 のち文庫

縮尻鏡三郎シリーズ
- 縮尻鏡三郎 日本放送出版協会、1999 のち文春文庫
- 首を斬られにきたの御番所 文藝春秋、2004 のち文庫
- 浜町河岸の生き神様 文藝春秋、2005 のち文庫
- 捨てる神より拾う鬼 文藝春秋、2007 のち文庫
- 当たるも八卦の墨色占い 文藝春秋、2008 のち文庫
- 老いらくの恋 文藝春秋、2010 のち文庫
- 夢に見た娑婆 文藝春秋、2012 のち文庫
- 頼みある仲の酒宴かな 文藝春秋、2014 のち文庫
- 美女二万両強奪のからくり 文藝春秋、2016 のち文庫

啓順シリーズ
- 啓順凶状旅 幻冬舎、2000 のち講談社文庫
- 啓順地獄旅 講談社、2003 のち文庫
- 啓順純情旅 講談社、2004 のち文庫 【シリーズ最終巻】

町医北村宗哲シリーズ
- 町医北村宗哲 角川書店、2006 のち文庫
- やる気のない刺客―町医北村宗哲 角川書店、2008 のち文庫
- 口は禍の門―町医北村宗哲 角川書店、2009 のち文庫
- 男嫌いの姉と妹―町医北村宗哲 角川書店、2010 のち文庫 【シリーズ最終巻】

### その他
- 『大君の通貨―幕末「円ドル」戦争』講談社、1984 のち文庫、文春文庫
- 『薩摩藩経済官僚 回天資金を作った幕末テクノクラート』講談社 1986 のち文庫、「調所笑左衛門」人物文庫
- 『幕末住友役員会 生き残りに賭けた二人の企業戦略』講談社 1987 「幕末「住友」参謀 広瀬宰平の経営戦略」文庫、人物文庫
- 『主殿の税 田沼意次の経済改革』講談社 1988 のち文庫、「田沼意次」人物文庫
- 『江戸の税と通貨 徳川幕府を支えた経済官僚』太陽企画出版 1989 「江戸の経済官僚」徳間文庫、「将軍たちの金庫番」新潮文庫
- 『恵比寿屋喜兵衛手控え』講談社 1993 のち文庫
- 『開国―愚直の宰相堀田正睦』講談社、1995 のち文庫
- 『無法者（アウトロー）』講談社文庫、1996 （飯岡助五郎を描く）
- 『泥棒稼業』角川書店、1996
- 『手跡指南 神山慎吾』講談社、1996 のち文庫
- 『立身出世―官僚川路聖謨の生涯』文藝春秋、1997 のち文庫「官僚川路聖謨の生涯」
- 『楼岸夢一定―蜂須賀小六』実業之日本社、1998 のち講談社文庫
- 『幽斎玄旨』岩波書店、1998 のち文春文庫
- 『百助嘘八百物語』講談社、2000 のち文庫
- 『槍持ち佐五平の首』実業之日本社、2001 のち文春文庫
- 『江戸繁昌記―寺門静軒無聊伝』実業之日本社、2002 のち講談社文庫
- 『信長』日本放送出版協会、2003 のち文春文庫
- 『吾、器に過ぎたるか』講談社、2003 のち文庫「お白洲無情」
- 『青雲遙かに―大内俊助の生涯』講談社、2006 のち文庫
- 『覚悟の人―小栗上野介忠順伝』岩波書店、2007 のち角川文庫
- 『十五万両の代償 十一代将軍家斉の生涯』講談社、2007 のち文庫
- 『千世と与一郎の関ヶ原』講談社、2009 のち文庫
- 『戦国女人抄おんなのみち』実業之日本社 2009 のち文庫
- 『知の巨人 荻生徂徠伝』角川書店 2014 のち文庫
- 『悪足搔きの跡始末 厄介弥三郎』講談社 2015 のち文庫
- 『侍の本分』KADOKAWA 2016 のち文庫

## 映像化
- 物書同心いねむり紋蔵（1998年4月 - 9月、NHK 金曜時代劇、主演：舘ひろし）
- しくじり鏡三郎（1999年4月 - 9月、NHK 金曜時代劇、主演：中村雅俊）
- 八州廻り桑山十兵衛〜捕物控ぶらり旅（2007年5月 - 7月、テレビ朝日 火曜時代劇、主演：北大路欣也）